# Sergei Iwanowitsch Rudenko

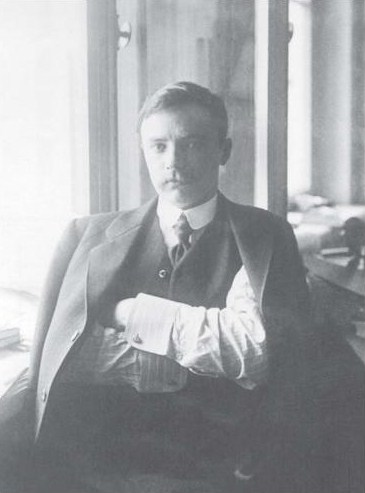
Sergei Rudenko (1924)

Sergei Iwanowitsch Rudenko (russisch Сергей Иванович Руденко; * 16. Januar 1885 in Charkow; † 16. Juli 1969 in Leningrad) war ein russisch-sowjetischer Archäologe und Ethnologe. Während sich sein frühes Werk auf ethnologische und biologisch-anthropologische Fragen konzentriert, wandte er sich im Laufe seiner wissenschaftlichen Karriere zunehmend der Archäologie und Kulturgeschichte zu, für deren Erforschung er auch auf naturwissenschaftliche Methoden (Archäometrie) zurückgriff. Zwischenzeitig politischer Verfolgung durch den sowjetischen Staat ausgesetzt, befasste er sich in seinem Arbeitsdienst mit Fragen der Hydrologie.

## Leben
Rudenko stammte aus einer Angestelltenfamilie und wuchs in der Uralregion auf. Er besuchte das Gymnasium in Perm und studierte anschließend von 1904 bis 1910 an der Universität Sankt Petersburg. Zu seinen dortigen akademischen Lehrern gehörte Fedir Wowk. Nach dem Universitätsbesuch absolvierte er eine Studienreise durch den Nahen Osten und durch Italien und setzte seine Studien 1913/1914 in Paris fort. Nach Petersburg zurückgekehrt, hielt er Vorlesungen an der dortigen Universität und arbeitete an seiner Publikation über die Baschkiren, deren erster Teil 1916 erschien. Zwei Jahre darauf erhielt er den Magistergrad in Geographie. 1919 wechselte er als Dozent an die Universität von Noworossijsk und wenig später als Professor an die Universität Tomsk. Bereits 1921 kehrte er nach Sankt Petersburg zurück, wo er bis 1954 als Professor für Anthropologie und Ethnographie der Universität Leningrad lehrte. Zugleich leitete er die Abteilung für Ethnographie am Russischen Museum und war an der Staatlichen Akademie für Geschichte der materiellen Kultur tätig.
Im Jahr 1931 wurde Rudenko verhaftet, nachdem ihm vorgeworfen worden war, im Russischen Museum eine nationalistische Organisation begründet zu haben. Damit verbunden war eine Pressekampagne gegen ihn, die seine wissenschaftliche Arbeit als idealistisch geprägt und unwissenschaftlich diffamierte. Als Gulag-Häftling war Rudenko nun am Bau des Weißmeer-Ostsee-Kanals beteiligt, wo er aber wegen seiner technischen Kenntnisse bald in verantwortungsvollen Positionen eingesetzt wurde. Daher blieb er auch nach seiner vorzeitigen Entlassung 1934 auf der Baustelle. Für seine dortigen Tätigkeiten und Untersuchungen im Bereich Wasserbau und Hydrologie erhielt er einen hohen Offiziersrang und 1944 den Doktorgrad der technischen Wissenschaften. In diesen Jahren, während des Zweiten Weltkriegs, war Rudenko am hydrologischen Dienst der Leningrader Front eingesetzt.
Ab 1942 durfte sich Rudenko wieder auch mit Archäologie befassen. An der Staatlichen Akademie für Geschichte der materiellen Kultur, die mittlerweile Institut für Geschichte der materiellen Kultur hieß, gründete er 1954/1957 ein Labor für archäologische Technologie, das archäometrische Untersuchungsmethoden in die russische Archäologie einführte und dem er bis zu seinem Tod im Jahr 1969 vorstand.

## Forschungen
Rudenkos frühes Werk war hauptsächlich ethnologisch ausgerichtet. Zu den Ergebnissen gehörte seine Monographie zu den Baschkiren, die in zwei Teilen 1916 und 1925 publiziert wurde. Erst seine Funktion als Leiter der ethnographischen Abteilung am Russischen Museum führte ihn zu einem verstärkten Interesse für die Archäologie, als das Museum in den 1920er Jahren archäologische Forschungen im Altai-Hochgebirge durchführte. Dort wurden 1924–1929 reich ausgestattete eisenzeitliche Grabhügel (Kurgane) der Pasyryk-Stufe freigelegt und Aufsehen erregende Funde gemacht, die heute in der Eremitage in Sankt Petersburg ausgestellt sind, unter anderem der Pasyryk-Teppich und die Pasyryk-Harfe aus dem 4. Jahrhundert v. Chr. In den Jahren 1929 und 1931 legte Rudenko Publikationen zu den Ergebnissen dieser Expeditionen vor.
Während seiner Inhaftierung und in den folgenden Jahren auf den Baustellen in der nördlichen Sowjetunion hatte sich Rudenko vor allem hydrologischen Forschungen zu widmen, in deren Rahmen er beispielsweise das Grundeis, die Wellenbildung auf Seen und die Verdunstung an der Wasseroberfläche großer Seen erforschte.
Als Rudenko sich ab der Zeit des Zweiten Weltkriegs wieder archäologisch-ethnologischen Themen widmen durfte, begann er 1945/1946 archäologische Untersuchungen auf der Tschuktschen-Halbinsel am Beringmeer. 1947 nahm er die Untersuchung der Grabhügel der Pasyryk-Stufe wieder auf und setzte sie bis 1954 fort. Seine daraus resultierenden Buchpublikationen über die „skythische“ Zeit im Altai-Gebirge wurden auch in westliche Sprachen übersetzt.

## Schriften
- Башкиры: Опыт этнологической монографии. 2 Bände, 1916–1925.
- Древняя культура Берингова моря и эскимосская проблема. 1947.
  - englische Übersetzung: The ancient Culture of the Bering Sea and the Eskimo problem. University of Toronto Press, Toronto 1961.
- Второй Пазырыкский курган. Результаты работ экспедиции ИИМК АН СССР в 1947 г. 1948 (online).
  - deutsche Übersetzung: Der zweite Kurgan von Pasyryk. Arbeitsergebnisse der Expedition des Institutes für Geschichte der Materiellen Kultur der Akademie der Wissenschaften der UdSSR v. J. 1947 (= Sowjetwissenschaft. Beiheft 16). Verlag Kultur und Fortschritt, Berlin 1951.
- mit N. M. Rudenko: Искусство скифов Алтая. 1949 (online).
- Горноалтайские находки и скифы. 1952 (online).
- Культура населения Горного Алтая в скифское время. 1953.
  - englische Übersetzung: Frozen tombs of Siberia. The Pazyryk burials of Iron Age horsemen. University of California Press, Berkeley 1970.
- Башкиры: Историко-этнографические очерки. 1954.
- Культура населения Центрального Алтая в скифское время. 1960.
- Культура хуннов и Ноинулинские курганы. 1962 (online).
  - deutsche Übersetzung: Die Kultur der Hsiung-Nu und die Hügelgräber von Noin Ula (= Antiquitas. Reihe 3: Abhandlungen zur Vor- und Frühgeschichte, zur klassischen und provinzialrömischen Archäologie. Band 7). Habelt, Bonn 1969.
- Сибирская коллекция Петра I. 1962 (online).
  - deutsche Übersetzung: Die Sibirische Sammlung Peters I. Verlag der Akademie der Wissenschaften der UdSSR, Moskau 1962.
- Древнейшие в мире художественные ковры и ткани из оледенелых курганов Горного Алтая. 1968 (online).